# فرویلان دیاز
فرویلان دیاز (انگلیسی: Froilán Díaz؛ زادهٔ ۱ ژوئن ۲۰۰۶) بازیکن فوتبال اهل آرژانتین است.
وی همچنین در تیم‌های ملی فوتبال زیر ۱۶ و زیر ۱۷ سال آرژانتین بازی کرده است.